# Championnats du monde de ski alpin 2021
Navigation
Åre 2019 Courchevel-Méribel 2023
Les championnats du monde de ski alpin 2021, quarante-sixième édition des championnats du monde de ski alpin, ont lieu à Cortina d'Ampezzo, en Italie. Dans le contexte de la crise sanitaire liée à la Pandémie de Covid-19, ces championnats du monde qui ont lieu du 8 au 21 février, se déroulent à huis clos.
Côté féminin, la skieuse la plus médaillée est Mikaela Shiffrin, sur le podium des quatre épreuves qu'elle a disputées : or du combiné, argent du slalom géant, et bronze du Super-G et du slalom, une discipline dont elle détenait les quatre derniers titres. Mais les « reines » de ces Mondiaux sont les double médaillées d'or Lara Gut-Behrami qui gagne le Super-G et le slalom géant où elle devance Shiffrin de 2 centièmes de seconde, ainsi que le bronze en descente, et Katharina Liensberger, co-championne du monde du parallèle, sacrée en slalom et en bronze dans le slalom géant. La skieuse autrichienne, qui a survolé le slalom, ne compte encore aucune victoire en Coupe du monde. En vitesse, la plus constante est Corinne Suter, championne du monde de descente et médaillée d'argent en Super-G.
Les hommes clôturent la quinzaine avec le slalom le 21 février. Il est remporté par Sebastian Foss Solevåg, qui a également été titré par équipes avec la Norvège. À Cortina, Vincent Kriechmayr domine les épreuves de vitesse avec un doublé Super-G / descente, alors que Mathieu Faivre crée la surprise en devenant tout d'abord le premier champion du monde de la compétition parallèle, avant de s'imposer dans le slalom géant. Le titre du combiné alpin revient à Marco Schwarz qui détrône Alexis Pinturault pour 4 centièmes de seconde.
Avec cinq titres et un total de huit podiums, l'Autriche termine en tête du tableau des médailles devant la Suisse (2 titres, 9 podiums) et la France (2 titres, 5 podiums).

## Désignation
Cortina d'Ampezzo, candidate malheureuse à l'organisation des Mondiaux 2013, 2015, 2017 et 2019, a été désignée ville-hôte de l'édition 2021 par la Fédération internationale de ski le 4 mai 2015. Elle était la seule candidate.

## Informations
Les compétitions ont lieu sur 5 pistes différentes : Druscié A, Labirinti, Olympia delle Tofane, Rumerlo et Vertigine.
| Épreuve                         | Piste                | Altitude Départ | Altitude Arrivée | Dénivelé | Longueur de course | Pente moyenne | Pente maximale |
| ------------------------------- | -------------------- | --------------- | ---------------- | -------- | ------------------ | ------------- | -------------- |
| Descente – Hommes               | Vertigine            | 2 400 m         | 1 560 m          | 840 m    | 2 740 m            | 31 %          | 61%            |
| Descente – Dames                | Olympia delle Tofane | 2 320 m         | 1 560 m          | 760 m    | 2 560 m            | 30 %          | 65%            |
| Super-G – Hommes                | Vertigine            | 2 190 m         | 1 560 m          | 630 m    | 2 080 m            | 30 %          | 61%            |
| Super-G – Dames                 | Olympia delle Tofane | 2 190 m         | 1 560 m          | 640 m    | 2 100 m            | 30 %          | 65%            |
| Slalom géant – Hommes           | Labirinti            | 2 110 m         | 1 560 m          | 450 m    | 1 320 m            | 34 %          | 55%            |
| Slalom géant – Dames            | Olympia delle Tofane | 1 960 m         | 1 560 m          | 400 m    | 1 310 m            | 31 %          | 45%            |
| Slalom – Hommes                 | Druscié A            | 1 710 m         | 1 490 m          | 220 m    | 550 m              | 40 %          | 60%            |
| Slalom – Dames                  | Druscié A            | 1 710 m         | 1 490 m          | 220 m    | 550 m              | 40 %          | 60%            |
| Super-G du combiné – Hommes     | Olympia delle Tofane | 2 160 m         | 1 560 m          | 600 m    | 2 150 m            | 28 %          | 65%            |
| Super-G du combiné – Dames      | Olympia delle Tofane | 2 160 m         | 1 560 m          | 600 m    | 2 150 m            | 28 %          | 65%            |
| Slalom du combiné – Hommes      | Rumerlo              | 1 740 m         | 1 560 m          | 180 m    | 540 m              | 33 %          | 38%            |
| Slalom du combiné – Dames       | Rumerlo              | 1 740 m         | 1 560 m          | 180 m    | 540 m              | 33 %          | 38%            |
| Slalom géant parallèle – Hommes | Rumerlo              | 1 665 m         | 1 560 m          | 105 m    | 350 m              | 30 %          | 38%            |
| Slalom géant parallèle – Dames  | Rumerlo              | 1 665 m         | 1 560 m          | 105 m    | 350 m              | 30 %          | 38%            |
| Parallèle par équipe – Mixte    | Rumerlo              | 1 665 m         | 1 560 m          | 105 m    | 350 m              | 30 %          | 38%            |

## Calendrier des compétitions
Le tableau ci-dessous montre le calendrier des treize épreuves de ski alpin.
| Heure | Horaire local de l'épreuve (UTC +1) |
|       | Programmation initiale              |

| Épreuves                             | Épreuves                             | Épreuves                             | Journées de compétition | Journées de compétition | Journées de compétition | Journées de compétition | Journées de compétition | Journées de compétition | Journées de compétition | Journées de compétition | Journées de compétition | Journées de compétition | Journées de compétition | Journées de compétition | Journées de compétition | Journées de compétition | Journées de compétition |
| Épreuves                             | Épreuves                             | Épreuves                             | D                       | L                       | M                       | M                       | J                       | V                       | S                       | D                       | L                       | M                       | M                       | J                       | V                       | S                       | D                       |
| Épreuves                             | Épreuves                             | Épreuves                             | 7                       | 8                       | 9                       | 10                      | 11                      | 12                      | 13                      | 14                      | 15                      | 16                      | 17                      | 18                      | 19                      | 20                      | 21                      |
| Épreuves                             | Épreuves                             | Épreuves                             | Février                 |                         |                         |                         |                         |                         |                         |                         |                         |                         |                         |                         |                         |                         |                         |
| Cérémonies d'ouverture et de clôture | Cérémonies d'ouverture et de clôture | Cérémonies d'ouverture et de clôture | •                       |                         |                         |                         |                         |                         |                         |                         |                         |                         |                         |                         |                         |                         | •                       |
|                                      |                                      |                                      |                         |                         |                         |                         |                         |                         |                         |                         |                         |                         |                         |                         |                         |                         |                         |
| Hommes                               |                                      |                                      |                         |                         |                         |                         |                         |                         |                         |                         |                         |                         |                         |                         |                         |                         |                         |
| Descente                             | Descente                             |                                      |                         |                         |                         |                         |                         |                         | 11 h 00                 |                         |                         |                         |                         |                         |                         |                         |                         |
| Super-G                              | Super-G                              |                                      |                         |                         |                         | 13 h 00                 |                         |                         |                         |                         |                         |                         |                         |                         |                         |                         |                         |
| Combiné                              | Super-G                              |                                      |                         |                         |                         |                         |                         |                         |                         | 11 h 15                 |                         |                         |                         |                         |                         |                         |                         |
| Combiné                              | Slalom                               |                                      |                         |                         |                         |                         |                         |                         |                         | 15 h 15                 |                         |                         |                         |                         |                         |                         |                         |
| Slalom géant                         | Manche 1                             |                                      |                         |                         |                         |                         |                         |                         |                         |                         |                         |                         |                         | 10 h 00                 |                         |                         |                         |
| Slalom géant                         | Manche 2                             |                                      |                         |                         |                         |                         |                         |                         |                         |                         |                         |                         |                         | 13 h 30                 |                         |                         |                         |
| Slalom                               | Manche 1                             |                                      |                         |                         |                         |                         |                         |                         |                         |                         |                         |                         |                         |                         |                         | 10 h 00                 |                         |
| Slalom                               | Manche 2                             |                                      |                         |                         |                         |                         |                         |                         |                         |                         |                         |                         |                         |                         |                         | 13 h 30                 |                         |
| Parallèle                            | Parallèle                            |                                      |                         |                         |                         |                         |                         |                         |                         |                         | 14 h 00                 |                         |                         |                         |                         |                         |                         |
|                                      |                                      |                                      |                         |                         |                         |                         |                         |                         |                         |                         |                         |                         |                         |                         |                         |                         |                         |
| Femmes                               |                                      |                                      |                         |                         |                         |                         |                         |                         |                         |                         |                         |                         |                         |                         |                         |                         |                         |
| Descente                             | Descente                             |                                      |                         |                         |                         |                         |                         | 11 h 00                 |                         |                         |                         |                         |                         |                         |                         |                         |                         |
| Super-G                              | Super-G                              |                                      |                         |                         |                         | 10 h 45                 |                         |                         |                         |                         |                         |                         |                         |                         |                         |                         |                         |
| Combiné                              | Super-G                              |                                      |                         |                         |                         |                         |                         |                         |                         | 9 h 45                  |                         |                         |                         |                         |                         |                         |                         |
| Combiné                              | Slalom                               |                                      |                         |                         |                         |                         |                         |                         |                         | 14 h 15                 |                         |                         |                         |                         |                         |                         |                         |
| Slalom géant                         | Manche 1                             |                                      |                         |                         |                         |                         |                         |                         |                         |                         |                         |                         | 10 h 00                 |                         |                         |                         |                         |
| Slalom géant                         | Manche 2                             |                                      |                         |                         |                         |                         |                         |                         |                         |                         |                         |                         | 13 h 30                 |                         |                         |                         |                         |
| Slalom                               | Manche 1                             |                                      |                         |                         |                         |                         |                         |                         |                         |                         |                         |                         |                         |                         | 10 h 00                 |                         |                         |
| Slalom                               | Manche 2                             |                                      |                         |                         |                         |                         |                         |                         |                         |                         |                         |                         |                         |                         | 13 h 30                 |                         |                         |
| Parallèle                            | Parallèle                            |                                      |                         |                         |                         |                         |                         |                         |                         |                         | 14 h 00                 |                         |                         |                         |                         |                         |                         |
|                                      |                                      |                                      |                         |                         |                         |                         |                         |                         |                         |                         |                         |                         |                         |                         |                         |                         |                         |
| Mixte                                | Par équipes                          | Par équipes                          |                         |                         |                         |                         |                         |                         |                         |                         |                         |                         | 12 h 15                 |                         |                         |                         |                         |
|                                      |                                      |                                      |                         |                         |                         |                         |                         |                         |                         |                         |                         |                         |                         |                         |                         |                         |                         |

1. ↑  À cause du danger d'avalanche, la piste n'a pas pu être préparée à temps et le super-G prévu le 9 février est reporté au 11 février[4].
2. 1 2  Les prévisions météo étant mauvaises pour le mercredi 10 février, la course prévue le 10 février est reportée au 15 février[5].
3. ↑  À cause du brouillard persistant, la course est reportée plusieurs fois le 9 février[6] et finalement reportée au 11 février[5].
4. 1 2  À la suite d'importantes chutes de neige, la piste n'a pas pu être préparée à temps et le combiné alpin prévu le 8 février est reporté au 15 février[7].

## Déroulement des championnats
Les deux premières journées de compétition sont perturbées par la météo : le 8 février, le combiné féminin est annulé en raison de fortes chutes de neige et le lendemain, c'est le Super-G féminin qui ne peut avoir lieu, à cause d'un épais brouillard en haut de la piste, et malgré une tentative d'abaisser le départ. Trois jours plus tard, ont lieu les premières courses de ces Mondiaux : les Super-G femmes et hommes. Lara Gut-Behrami et Vincent Kriechmayr, tous deux leaders de la discipline cet hiver en Coupe du monde, remportent à Cortina les premiers titres de leurs carrières. Le 13 février, après avoir pris la médaille d'argent du Super-G, Corinne Suter remporte la descente, s'adjugeant elle aussi le premier titre de sa carrière. Quant à Vincent Kreichmayr, il s'impose également en descente, réalisant le doublé en vitesse que seuls Hermann Maier (en 1999) et Bode Miller (en 2005) avaient réussi avant lui.
Le combiné alpin féminin se déroule le 15 février, alors qu'il était initialement planifié le 8 février. Pour sa première participation à cette épreuve, Mikaela Shiffrin remporte son premier titre de Championne de la discipline (3e du Super-G et 1re du slalom). La compétition est disputée comme pour les hommes dans une nouvelle formule puisque d'une part, elle commence par un Super-G et non une descente, et d'autre part, les concurrents s'élancent en slalom dans l'ordre du classement de l'épreuve de vitesse, et non dans l'ordre des 30 premiers inversés. C'est la sixième médaille d'or aux Mondiaux de Shiffrin et son neuvième podium : elle devient la skieuse américaine la plus décorée, tous sexes confondus. Petra Vlhová, en tête du classement général de la Coupe du monde, termine à 86/100e et la suissesse Michelle Gisin à 89/100e monte sur la troisième marche de ce podium de très haut niveau,.
Le combiné hommes est lui aussi disputé avec cinq jours de retard par rapport au programme initial. L'autrichien Marco Schwarz, leader de la Coupe du monde de slalom, l'emporte avec seulement 4 centièmes de seconde d'avance devant le champion du monde en titre Alexis Pinturault. Auteur du 5e temps d'un super G très technique, il prend l'ascendant sur le français dans le slalom. Le suisse Loïc Meillard complète ce podium, après une lourde faute dans le slalom,.
Les courses parallèles se déroulent le 16 février. Pour la première fois, la compétition délivre des médailles individuelles aux championnats du monde. Chez les femmes, le résultat est étonnant : en finale sur deux manches, Marta Bassino et Katharina Liensberger ne réussissent pas à se départager : 0 s 00 entre les deux rivales, et elles sont donc deux médaillées d'or. Dans la « petite finale », Tessa Worley bat Paula Moltzan. En première manche, l'Américaine la devance de 50/100e. Mais dans le deuxième acte, Worley s'impose largement, de 1 s 18. Pour la Française, c'est une sixième médaille au Mondiaux, dont quatre en or (deux en géant, deux par équipe). Du côté des hommes, Mathieu Faivre remporte son premier titre dans un grand championnat. Il dispose de Filip Zubčić en finale, alors que Loïc Meillard profite de l'abandon de son rival Alexander Schmid pour prendre la médaille de bronze. Bassino, Liensberger et Faivre sont pour l'histoire les premiers champions du monde de cette discipline.
La journée du 17 février est consacrée au Team Event, la compétition parallèle par équipes à laquelle la France (deux fois gagnante de cette épreuve en 2011 et 2017) ne participe pas, pas plus que Mikaela Shiffrin pour les États-Unis, Marco Schwarz pour l'Autriche ou Henrik Kristoffersen pour la Norvège. Sans son leader dans les épreuves techniques, la formation norvégienne composée de Thea Louise Stjernesund. Sebastian Foss Solevåg, Kristina Riis-Johannessen et Fabian Wilkens Solheim l'emporte en finale trois victoires à une face à la Suède (Estelle Alphand, Kristoffer Jakobsen, Sara Hector et Mattias Roenngren). Pour la médaille de bronze, l'Allemagne prend le meilleur au temps à deux victoires partout, devant la Suisse.
Lara Gut-Behrami, qui en remportant le Super-G le 11 février avait mis fin une attente datant de ses deux médailles d'argent en descente et en combiné lors des Mondiaux 2009 à Val d'Isère, double la mise sur l'Olympia Delle Tofane sept jours plus tard en remportant une deuxième médaille d'or à l'arrivée du slalom géant. La Suissesse (qui n'avait pas gagné dans la discipline depuis la course d'ouverture de la Coupe du monde 2016-2017 à Sölden) signe le 3e temps de la première manche, puis fait le nécessaire sur le deuxième tracé pour l'emporter avec une marge infime de 2 centièmes de seconde sur Mikaela Shiffrin, qui compte déjà comme elle trois médailles dans ces Mondiaux et totalise désormais dix podiums depuis 2013. Katharina Liensberger s'adjuge elle aussi une médaille supplémentaire à Cortina en prenant la médaille de bronze. Lara Gut-Behrami est la quatrième skieuse à réaliser le doublé Super-G + Géant aux Mondiaux après Alexandra Meissnitzer en 1999, Anja Pärson en 2005 et Anna Fenninger en 2015.
Lors du slalom géant masculin, Mathieu Faivre, déjà sacré en parallèle, prend la 4e place de la première manche, laquelle est largement dominée par Alexis Pinturault. Lors du 2e acte, sur un tracé très technique, le skieur niçois réalise un temps qui lui permet de prendre les commandes de la course. Il devance à cet instant Marco Schwarz de 87/100e. Dans l'aire d'arrivée, il s'exclame « That was tough ! (c'était dur !) ». Alexander Schmid, 3e de la première manche, sort du tracé. Luca de Aliprandini, 2e du premier acte, s'approche à 63/100e. Puis Pinturault « referme le portillon », tandis que Mathieu Faivre rêve de partager le podium en sa compagnie. Mais le leader du classement général de la Coupe du monde commet une faute d'intérieur au bout de cinq portes et sort du tracé. Mathieu Faivre est un double médaillé d'or à Cortina et le premier champion du monde français de la discipline depuis Jean-Claude Killy en 1968 à Grenoble. Très déçu, Pinturault, vainqueur des trois derniers géants disputés avant les Mondiaux, explique : « C'était plutôt rapide. J'avais vu que la cinquième porte posait problème, je me fais taper, ça me prend la chaussure et c'est fini. Je suis déçu du résultat, déçu d'être sorti mais j'aurai tenté ».
La dernière course féminine des Mondiaux de Cortina, le slalom disputé le 20 février sur la piste Druscié, est survolée par Katharina Liensberger. La skieuse autrichienne qui n'a jamais gagné en Coupe du monde, devient double championne du monde (après avoir partagé la victoire dans le parallèle) en signant le meilleur temps des deux manches de la course, pour terminer avec une avance considérable de 1 seconde pleine sur Petra Vlhova. Mikaela Shiffrin, quadruple tenante du titre, se contente de la médaille de bronze à presque deux secondes de Liensberger. Il n'en reste pas moins qu'en quatre courses, elle est montée sur quatre podiums, ce qui fait d'elle la skieuse la plus médaillée de ces Mondiaux.
Pour la dernière course de ces Mondiaux, et compte tenu des conditions printanières régnant sur la piste Druscié, la FIS décide de n'inverser que les quinze premiers pour la deuxième manche. Les écarts au terme du premier acte sont très faibles, avec le meilleur temps pour Adrian Pertl, Alex Vinatzer à 14/100e et Sebastian Foss Solevåg à 16/100e, alors que Clément Noël est cinquième à 34/100e, Henrik Kristoffersen sixième à 38/100e Alexis Pinturault septième à 41/100e et Marco Schwarz huitième à 57/100e. Tout reste ouvert pour la deuxième manche, où Pinturault se montre trop timide, Schwarz enfourche, Noël commet une faute d'intérieur et sort du tracé, Vinatzer ne réédite pas sa performance de la première manche, tandis que les skieurs norvégiens signent les deux meilleurs temps. Solevåg, vainqueur de la manche, prend les devants devant Kristoffersen et devient champion du monde, quand Pertl, qui s'élance le dernier, échoue à 21/100e pour prendre la médaille d'argent. Avec le bronze, Henrik Kristoffersen remporte sa seule médaille à Cortina.

## Résultats

### Hommes
| Épreuves                         | Or                     | Argent              | Bronze               |
| -------------------------------- | ---------------------- | ------------------- | -------------------- |
| Descente Résultats détaillés     | Vincent Kriechmayr     | Andreas Sander      | Beat Feuz            |
| Super G Résultats détaillés      | Vincent Kriechmayr     | Romed Baumann       | Alexis Pinturault    |
| Slalom géant Résultats détaillés | Mathieu Faivre         | Luca De Aliprandini | Marco Schwarz        |
| Slalom Résultats détaillés       | Sebastian Foss Solevåg | Adrian Pertl        | Henrik Kristoffersen |
| Combiné Résultats détaillés      | Marco Schwarz          | Alexis Pinturault   | Loïc Meillard        |
| Parallèle Résultats détaillés    | Mathieu Faivre         | Filip Zubčić        | Loïc Meillard        |

### Femmes
| Épreuves                         | Or                                  | Argent           | Bronze                |
| -------------------------------- | ----------------------------------- | ---------------- | --------------------- |
| Descente Résultats détaillés     | Corinne Suter                       | Kira Weidle      | Lara Gut-Behrami      |
| Super G Résultats détaillés      | Lara Gut-Behrami                    | Corinne Suter    | Mikaela Shiffrin      |
| Slalom géant Résultats détaillés | Lara Gut-Behrami                    | Mikaela Shiffrin | Katharina Liensberger |
| Slalom Résultats détaillés       | Katharina Liensberger               | Petra Vlhová     | Mikaela Shiffrin      |
| Combiné Résultats détaillés      | Mikaela Shiffrin                    | Petra Vlhová     | Michelle Gisin        |
| Parallèle Résultats détaillés    | Marta Bassino Katharina Liensberger | non attribué     | Tessa Worley          |

### Mixte
| Épreuves                        | Or | Argent | Bronze                                                                                                |
| ------------------------------- | --- | --- | --- |
| Par équipes Résultats détaillés | Norvège- Kristin Lysdahl - Kristina Riis-Johannessen - Thea Louise Stjernesund - Sebastian Foss Solevåg - Fabian Wilkens Solheim | Suède- Estelle Alphand - Sara Hector - Jonna Luthman - William Hansson - Kristoffer Jakobsen - Mattias Rönngren | Allemagne- Emma Aicher - Lena Dürr - Andrea Filser - Stefan Luitz - Alexander Schmid - Linus Strasser |

## Tableau des médailles
| Rang  | Nation     | Or | Argent | Bronze | Total |
| ----- | ---------- | -- | ------ | ------ | ----- |
| 1     | Autriche   | 5  | 1      | 2      | 8     |
| 2     | Suisse     | 3  | 1      | 5      | 9     |
| 3     | France     | 2  | 1      | 2      | 5     |
| 4     | Norvège    | 2  | 0      | 1      | 3     |
| 5     | États-Unis | 1  | 1      | 2      | 4     |
| 6     | Italie     | 1  | 1      | 0      | 2     |
| 7     | Allemagne  | 0  | 3      | 1      | 4     |
| 8     | Slovaquie  | 0  | 2      | 0      | 2     |
| 9     | Croatie    | 0  | 1      | 0      | 1     |
| 9     | Suède      | 0  | 1      | 0      | 1     |
| Total | Total      | 14 | 12     | 13     | 39    |

### Athlètes multimédaillés
| Rang | Nation                 | Or | Argent | Bronze | Total |
| ---- | ---------------------- | -- | ------ | ------ | ----- |
| 1    | Lara Gut-Behrami       | 2  | -      | 1      | 3     |
| 1    | Katharina Liensberger  | 2  | -      | 1      | 3     |
| 3    | Vincent Kriechmayr     | 2  | -      | -      | 2     |
| 3    | Mathieu Faivre         | 2  | -      | -      | 2     |
| 3    | Sebastian Foss Solevåg | 2  | -      | -      | 2     |
| 6    | Mikaela Shiffrin       | 1  | 1      | 2      | 4     |
| 7    | Corinne Suter          | 1  | 1      | -      | 2     |
| 8    | Marco Schwarz          | 1  | -      | 1      | 2     |
| 9    | Petra Vlhová           | -  | 2      | -      | 2     |
| 10   | Alexis Pinturault      | -  | 1      | 1      | 2     |
| 11   | Loïc Meillard          | -  | -      | 2      | 2     |